# Yofortierite
La yofortierite è un minerale.